# 絶体絶命お嬢様
『絶体絶命お嬢様』（ぜったいぜつめいおじょうさま、原題：愛上千金美眉）は、2004年に制作された台湾ドラマ。
何不自由ない暮らしと恋に、日々を過ごしていたお嬢様アイビーが、父の会社の倒産を期に、家と全財産だけでなく、大切な恋人まで失ってしまう。世間知らずのアイビーは、何もかも失って途方にくれるが、仕事に恋に新たに頑張っていこうと決意する。

## 出演
- アイビー 役 - 陳喬恩 （ジョー・チェン、七朵花）
- ウエゾウ 役 - 許孟哲 （ジェイソン・シュー、5566）
- ビビアン 役 - 王嘉恵（ワン・ジャフェイ）
- オプラ 役 - 王俐人（リサ・ワン）
- ナンシー 役 - 張ユ鳳（チャン・ユフン）
- ボーツェン 役 - 田家達（デン・ジャダ）
- チェンチェン 役 - 仔仔（ズェズェ、七朵花）
- ジャスティン 役 - 黄玉栄（エーロ・ホアン、183CLUB）